# アニメガタリ
『アニメガタリ』は、2015年から2016年までTOHOシネマズ新宿でアニメ映画の幕間に上映されていた短編アニメーション。
2017年10月から12月までは、本作のテレビシリーズ『アニメガタリズ』が放送された。こちらは、短編アニメーションの1年前から物語が始まっている。

## 概要
TOHOシネマズ新宿がオープンするにあたり「新宿アニメプロジェクト」の一環として制作された。都内の大学のアニメ研究会の部員がアニメについて語る内容となっており、アニメの感想を言い合うことの楽しさを発信している。
監督は森井ケンシロウ、アニメーション制作はダブトゥーンスタジオが担当する。
『攻殻機動隊 新劇場版』や『進撃の巨人 ATTACK ON TITAN』（実写映画）、『心が叫びたがってるんだ。』、『Wake Up, Girls! Beyond the Bottom』などの映画作品とコラボしていた。

## 登場人物
マヤ
声 - 水瀬いのり
大学1年生。アニメには詳しくない新入部員。
エリカ
声 - 伊波杏樹
見た目はリア充だが実はオタク。
西麻布先輩
声 - 浅沼晋太郎
タカシ
声 - 高橋美佳子
ネコ先輩
声 - 近藤浩徳

## 関連商品
テーマソングCDが2016年3月30日に発売。企画品番はZM-1041。CDのみの通常版と、CD+DVDの完全生産限定盤の2形態で発売。DVDには劇場で流されたショートアニメ6本が収録されている。
アニメを語レ! 〜アニメガタリ同好会のテーマ〜＜通常盤＞
作詞・作曲：ヒゲドライバー、編曲：古川貴浩 / 歌 - マヤ（水瀬いのり）＆エリカ（伊波杏樹）

アニメガタリ　スペシャル・パッケージ＜完全生産限定盤＞
DISC 1 (CD)
1. アニメを語レ！～アニメガタリ同好会のテーマ～
2. 次元の果てまで恋せよ乙女
3. Twilight Day's
4. アニメを語レ！～アニメガタリ同好会のテーマ～（オリジナル・カラオケ）
5. 次元の果てまで恋せよ乙女（オリジナル・カラオケ）
6. Twilight Day's（オリジナル・カラオケ）

DISC 2 (DVD)
1. No More ネタバレ！
2. マヤも叫びたかったのに。
3. セイントマヤ
4. 食レポ
5. 作画戦隊ホウカイザー
6. アニメガタリ同好会のテーマ
7. アニメを語レ！～アニメガタリ同好会のテーマ～（ミュージック・ビデオ）
8. 次元の果てまで恋せよ乙女（イメージビデオ）
9. Twilight Day's（イメージビデオ）

## テレビアニメ『アニメガタリズ』
2017年10月から12月まで放送された。『アニメガタリ』の1年前（2016年）の物語で高校のアニメ研究部が舞台となっている。森井ケンシロウが初めて地上波30分枠の監督を務める。また、アニメーション制作はワオワールドに変更されている。
放送開始の前週には特番「『アニメガタリズ』放送直前！中国上陸！豪華おもてなしと思いきや大事件SP!!」が放送された。最終話の翌週には、最終話で予告された新作エピソード「ユクトシ、クルトシ」がニコニコ動画にて配信された。

### あらすじ
私立咲鐘湖（さかねこ）学園高校に入学した阿佐ヶ谷未乃愛は、クラスメイトに子供のころ見たアニメの話をする。それを聞きつけた上井草有栖に声をかけられ、一緒にアニメ研究会を発足させることになった。未乃愛は部室でしゃべる猫ネコ先輩に遭遇。研究会には、高円寺美子、青山絵里香、武蔵境塊、中野光輝と個性的な部員が集まる。
アニ研はたびたび廃部を迫る生徒会を退け、学園祭では自主制作アニメの上映が好評となる。しかし現実世界がアニメ世界に飲み込まれる事態が発生し、未乃愛は世界を元に戻すために奔走する。そして、時間は4月へと戻り、記憶を失った未乃愛は活動中のアニ研に入部、部員たちとアニメについて語り合う日々がはじまる。

### 登場人物（TV）
人物名の表記はアニメ公式サイトの登場人物紹介より。アニメ研究部の女子部員と生徒会役員は公式サイトのあらすじやエンディングクレジットでは「みのあ」「アリス」「みこ」「エリカ」「ツバキ」「アヤメ」「マツリ」の表記になっている。
阿佐ヶ谷 未乃愛（あさがや みのあ）
声 - 本渡楓
テレビ版の主人公。咲鐘湖学園高校1年生。子供のころに見たアニメが何だったのか思い出せずにいる。当初、アニメの知識は皆無だったが、好奇心は非常に強く、アニメとそれを語る部員を尊敬し、アニメにのめりこんでいく。10話で長らく謎だったアニメのタイトルが判明した。
アニメ世界から現実を元に戻してからは、以前の記憶をなくしているが、アニメ好きという趣味は残っている。
上井草 有栖（かみいぐさ ありす）
声 - 千本木彩花
未乃愛のクラスメイトである、お金持ちのお嬢様。金髪のポニーテールとそれを結えている大きな赤いリボンがトレードマーク。指を鳴らして「セバス」と呼ぶと初老の執事が現れどんな無茶ぶりにも応える。アニメ全般を愛好し知識も多く、リアルタイムでアニメを見ることを良しとする。
アニメ研究部を復活させるため、未乃愛と共にバニーガール姿で校門で部員募集のビラを配り部員を集めた。部費でアニメのブルーレイディスクやコスプレ衣装を大量購入し、生徒会に咎められると、ポケットマネーで払うと豪語、廃部の危機に直面すると学校を買収すると言い出すほどの金持ち。
高円寺 美子（こうえんじ みこ）
声 - 東城日沙子
未乃愛のクラスメイトのメガネ女子。おとなしい性格でライトノベルを愛読している。ライトノベル作品のアニメ化の際の原作の部分カットに反対するほどの原作論者で、有栖と口論になることもある。武蔵境と中野を妄想上だけだがBL化している。
青山 絵里香
声 - 伊波杏樹
未乃愛たちの勧誘を見てアニメ研究部に入部希望した3年生。部長を引き受けるが当初は部活にこだわらず課外授業でいいと思っていた。蝶の髪留めを付けたギャルっぽい外見だが、趣味はコスプレ。色々なアニメのセリフを多用しジャンルを問わないアニメ視聴者。中でも女児向け少女戦士物が好き。これは中学時代、親の仕事で住んでいたアメリカでなかなかクラスメイトと馴染めずにいた時、アニメ『プリフェアSupers』が好きな学生たちと出会い、イベントで共にコスプレをして楽しむなどしてうちとけた経験があることに由来する。咲鐘湖学園高卒業後は、前述の#登場人物を参照。
武蔵境 塊（むさしさかい かい）
声 - 伊藤節生
2年生で灰髪にメガネの中二病患者。異世界バトルアニメの立ち振る舞いをするために、他の生徒からは敬遠されるが、絵里香の誘いでアニメ研究部に入部する。絵里香から「カイカイ」とあだ名を付けられるも、いちいちフルネームで訂正する。未乃愛からは入部前に会った事がある第一印象で「グリモワールの人」と呼ばれた。廃部を賭けた生徒総会ではメガネをはずして演説し、部の危機を救った。
中野 光輝（なかの おーろら）
声 - 寺島惇太
2年生で女子生徒の憧れのイケメンではあるが、二次元の女性アイドルグループ「ダブトーン」と同名アニメや女性アイドルアニメ全般に詳しい先輩でもある。4話では学園アイドルアニメ『熱血!斧時坂学園アイドル部!』（声 - イヤホンズ）を見せて部員たちを励ました。
アニ研廃部を学園長に指示するなどあやしい行動をする。9話で名前が「オーロラ」と判明するが呼ばれるとやんわり拒否する。
実はアニメ世界の住人で、ベレー帽で世界を改変し嫌いな名前を変えようとしていた。未乃愛の説得でネコ先輩とアニメ世界に戻り現実世界から姿を消す。その後アニ研が制作するアニメのキャラクターとしてラフ画で登場するが、名前はオーロラ（光輝）にされている。
ネコ先輩
声 - 近藤浩徳
部室の奥の部屋から出てきた猫で、未乃愛の前でだけ人語を話す。9話では中野ともアニメの専門用語について話している。10話ではほかのアニ研部員と話している。
アニメ世界と現実世界の境界線である部室の中のドアを未乃愛たちに興味を持ったため、開けてしまった。中野の野望を阻止するため、未乃愛に協力し、アニメ世界へ帰った。
六本木 透（ろっぽんぎとおる）
声 - 丸山ナオミ
未乃愛のクラス担任で陸上部顧問。オネエ言葉で話す。
五門 真人（ごもんまさと）
声 - 古川慎
アニメ研究部の顧問。創部当初は名義貸しで何もしてこなかったが、学園祭の短編アニメ制作では制作進行を任され、あまりの激務に一時失踪した。9話でさかなケーブルテレビの取材で謝礼金を受け取り機材を購入したのが原因で停職処分となる。
小幡 唯（おばた ゆい）
声 - 高橋李依
女子陸上部員。アニメ研究部設立前からの未乃愛の友人。Aパートより前には毎回必ず登場する（主にお色気シーン）。9話ではロボット研究部協力で足にブースタースパイクを履き、さかなケーブルテレビの取材中に棒高飛びを披露した。また、10話のOPは彼女をピックアップしたものになっていた。
赤羽 椿（あかばね つばき）
声 - 西明日香
咲鐘湖学園生徒会長。何かと理由を付けてアニメ研究部廃部を企むが、学園祭直後に生徒会長の激務の無理がたたって入院してしまった。元に戻った世界ではアニメ研究部の活動を許可した。絵里香の幼馴染で、子供の頃プリフェアごっこで遊んだことがある。
大崎 菖蒲（おおさき あやめ）
声 - 高森奈津美
生徒会副会長。
戸田 茉莉（とだ まつり）
声 - 高木美佑
生徒会会計。
楊 貝貝（ヤン ベイベー）
声 - 花澤香菜
中国から同人即売会にやってきた少女。日本のアニメを日本語音声で見るために、日本語を勉強しているほど、日本のアニメが大好き。未乃愛と有栖が迷っていたところを助け、二人と意気投合して共に会場を回り、イベントを楽しんだ。二人と難なく会話出来るほど、日本語が上手い。留学生としてマヤのクラスメイトになっている。
阿佐ヶ谷 修吾
声 - 財満健太
未乃愛とマヤの父。実はオタクで毎年同人即売会のボランティアを務めている。学園祭でのアニメ上映会の際も来場者整理を行った。
阿佐ヶ谷 愛
声 - 加隈亜衣
未乃愛とマヤの母。元アイドルであり、未乃愛とマヤが生まれて引退した後にeye名義でアニメ『超カタルシス的少女エターナルシンフォニー』の主題歌「鼓動、カタルシス」を歌った。学園祭のステージで未乃愛・有栖・美子が披露したダンスの振り付けを行った。
阿佐ヶ谷 麻耶
声 - 水瀬いのり
未乃愛の姉で高校三年生。妹とは別の高校に在籍。
高校卒業後は、前述の#登場人物を参照。
荻窪 誠（おぎくぼ まこと）
声 - 中尾隆聖
咲鐘湖学園学園長。アニ研廃部をもくろんでいた張本人だが、学生時代はアニ研部員だった。校門前に銅像が設置されていたが、10話で学園を去る際に自らリヤカーで持ち去っている。1話で打ち切りになったテレビアニメ『超カタルシス的少女エターナルシンフォニー』の監督だった。
メイド世場須
声 - 田中敦子
11話、12話に登場。アニメ世界に侵食された世界で執事セバスの代わりに現れたメイド。

### 用語
私立咲鐘湖学園高等学校（しりつ さかねこがくえんこうとうがっこう）
共学の高等学校。学園長は荻窪誠。
アニメ研究部
部室は存在したものの長らく活動休止になっていた部活。奥の部屋にネコ先輩、ベレー帽、アニメのラフスケッチが発見されている。未乃愛と有栖が再度設立したもののたびたび廃部を迫られている。元に戻った世界では絵里香と武蔵境と女生徒（名前不明）が部員で活動が認められており、奥の部屋はアニメグッズ置き場になっている。
宇宙少女まじかるロボットが異世界に転生した結果、変身したり歌ったりしたけど最後は天に召されて2人は結ばれたのでした
アニ研が制作し、学園祭で上映した3分の短編アニメーション。
未乃愛が監督及び主人公の声優、美子がシナリオ、絵里香がプロデューサー兼魔法少女役の声優、有栖がキャラクターデザイン及びロボット役の声優、武蔵境がデジタル系全般の作業及びほぼ本人役の声優、中野が音響、顧問の五門が制作進行を担当した。
さかなケーブルテレビ
東京ローカルのケーブルテレビ局。9話でアニメ研究部をアニメを生かしたユニークな特訓法を取り入れている学校として取材した。
超カタルシス的少女エターナルシンフォニー
未乃愛が小さいときに見た、荻窪誠が監督のテレビアニメ。略称は「エタシン」。不評で1話で打ち切りになり、荻窪は作品を封印していた。アニメ研究部室の奥の部屋に同作品のラフ画があり、前述の短編アニメの元ネタとなった。西麻布先輩がタイトルの略称を知っていた。アニ研の捜索活動をきっかけに駄作アニメとして話題になる。
ベレー帽
アニ研の奥の部屋で見つかったベレー帽。未乃愛が拾ったが風に飛ばされ行方不明になっていた。ネコ先輩によれば、アニメ世界と現実世界をつなぐ大いなる力の源。

### スタッフ
- 原作・企画・制作・デザインワークス - DMM.futureworks/ダブトゥーンスタジオ[11]
- 監督 - 森井ケンシロウ[11]
- 助監督 - 久保博志[11]
- シリーズ構成 - 広田光毅[11]
- キャラクターデザイン・総作画監督 - 衣谷ソーシ[11]
- 美術監督 - 合六弘[11]
- 美術設定 - 袈裟丸絵美[11]
- 色彩設計 - 辻田邦夫[11]
- プロップデザイン - 水谷麻美子
- 撮影監督 - 寺本憲正[11]
- 編集 - 丹彩子[11]
- 音響監督 - 長崎行男[11]
- 音楽 - 帆足圭吾、高橋邦幸[11]
- アニメーションプロデューサー - 青木清光
- プロデューサー - 内海洋、江波戸憲司、姚鑫、竹内宏彰
- アニメーション制作 - ワオワールド[11]
- 製作協力 - アニメガタリ、China Film Animation
- 製作 - 咲鐘湖学園アニメ研究部（DMM pictures、YTE）、JY Animation[15][11]

### 制作
『アニメガタリズ』のアニメーション制作はワオワールドが行い、シリーズ構成は同社の別作品『タイムトラベル少女～マリ・ワカと8人の科学者たち～』の一部の回にて脚本を手掛けた広田光毅が起用された。
広田は前作『アニメガタリ』およびその監督である森井ケンシロウとは接点がなく、『アニメガタリ』の映像を見た際の感想として、「どうしてこんな重箱の隅をつつけるんだよ、と。絶対に細かい人が監督なんだろうな、自分とは合わないんじゃないかなと最初は思いました（笑）。」と振り返っている。
当初の企画では、アニメ研究部と廃部をもくろむ学校側の戦いが描かれる予定だったが、それでは陰気な内容になってしまうおそれがあるため、前作の世界観を継承するなら、より明るい方向にもっていこうという話となった。
そして、話し合いの結果、「アニメを語る」ことに重きをおくのであれば、オーソドックスなストーリーラインが良いということになり、最終的には「廃部となったアニメ研究部を再建する」という内容に決まり、「アニメ研究部の廃部をもくろむ」という部分は生徒会とのやり取りにニュアンスとして残された。
各話の脚本の内、広田が手掛けた第1話と第2話は、キャラクターたちが登場してチームを結成するまでが描かれており、実質的な「アニメ語り」の部分は第3話以降であると広田はインタビューの中で話している。
未乃愛は視聴者と同じ目線のキャラクターとして設定されたと同時に、行動の素地を与えるために「巻き込まれやすいが、流されやすいわけではない」というキャラクター性が付与され、彼女の立ち位置やほかのキャラクターとのかかわりといったバランス感覚に注意が払われた。
有栖は作り手の意図が透けないよう細心の注意が払われた。

### 主題歌
「アイコトバ」
GARNiDELiAによるオープニングテーマ。作詞はメイリア、作曲はtoku、編曲はGARNiDELiA。
「グッドラック ライラック」
阿佐ヶ谷未乃愛（本渡楓）、上井草有栖（千本木彩花）、高円寺美子（東城日沙子）によるユニット「GATALIS」によるエンディングテーマ。作詞は只野菜摘、作曲・編曲は田中秀和。
ツバキ（西明日香）、アヤメ（高森奈津美）、マツリ（高木美佑）からなる「咲鐘湖学園生徒会」によるバージョンが第8話の挿入歌として使用された。
「一件落着ゴ用心」
イヤホンズによる第3話・第5話挿入歌。作詞は只野菜摘、作曲・編曲は横山克、客演は串田アキラ。
「フリージア」
AZLiGHTZによる第3話・第5話挿入歌。作詞・作曲はNaopu。
「Lost Eden」
AZLiGHTZによる第8話・第12話挿入歌。作詞はCHIHIRO、Naopu、作曲はCHIHIRO。
「鼓動、カタルシス」（第10話、第12話）
eye（加隈亜衣）による第10話・第12話挿入歌。作詞・作曲は古川貴浩、編曲はSaku。

### 各話リスト
| 話数 | サブタイトル                         | 脚本     | 絵コンテ  | 演出         | 作画監督                                |
| --- | ------------------------------------ | -------- | --------- | ------------ | --------------------------------------- |
| #1 | ミノア、アニメルーキー！             | 広田光毅 | 久保博志  | 久保博志     | 水谷麻美子 佐々木敏子 中村統子 内野明雄 |
| 高校に入学した阿佐ヶ谷未乃愛は、社長令嬢でアニメ好きの上井草有栖とアニメ研究会を設立することになった。 |                                      |          |           |              |                                         |
| #2 | ツドエ、アニメガタリズ               | 広田光毅 | 久保博志  | 久保博志     | 三浦貴弘 上野翔太 村上史明              |
| 未乃愛と有栖の部員勧誘のチラシ配りで、高円寺美子、青山絵里香、武蔵境塊、中野光輝と部員最低人数6人を揃え、アニメ研究会が発足する。しかし生徒会から部室の使用を禁じられてしまう。 |                                      |          |           |              |                                         |
| #3 | エリカ、レイヤー×レイヤー            | 田沢大典 | 清水聡    | 星野真       | 川島尚 門智昭                           |
| 未乃愛は部員たちと秋葉原に行き、コスプレやアニメについて語り合い楽しむ。廃部を賭けた生徒総会で未乃愛は演説することになったが、思うように話せない。そこへ武蔵境がメガネをはずしてアニメについて熱く語り、生徒たちの共感を得て廃部を免れる。                                                                          |                                      |          |           |              |                                         |
| #4 | ブシツ、ダイバクハツ！               | 山下憲一 | 清水聡    | 久城りおん   | 梶浦紳一郎 日高真由美                   |
| 有栖は部費でアニメのブルーレイディスクを34万円以上も購入、生徒会に咎められる。アニメ研究会は廃部を賭けて1週間他の部活の手伝いをするが失敗が続く。演劇部の衣装を作ることになったが、デザイン担当の絵里香は行き詰る。だが中野が勧めたアイドルアニメをヒントに衣装は完成し、演劇部の公演を成功させる。                 |                                      |          |           |              |                                         |
| #5 | ベイベー、イケナイススメナイ         | 田沢大典 | 金子祥之  | 金子祥之     | 佐々木敏子 内野明雄                     |
| 夏休み、アニ研は同人即売会に参戦する。開場前の待機列ではぐれた未乃愛と有栖は、北京からきた楊貝貝に助けられ、日本アニメが海外でも受け入れられていることを知る。 |                                      |          |           |              |                                         |
| #6 | カイカイ、ラブクライマックス         | 笹野恵   | 清水聡    | 五月女有作   | 水谷麻美子 中村統子                     |
| アニ研は人気アニメ「ガールズタンクトップ！」の聖地に合宿する。武蔵境は美子が自分に好意を寄せていると煩悶するが、実は中野との仲を妄想されていただけだった。 |                                      |          |           |              |                                         |
| #7 | ミコ、ダンピツセンゲン               | 山下憲一 | 星野真    | 相浦和也     | 永田善敬 梶浦紳一郎 川島尚 杉田葉子     |
| アニ研は学園祭で上映する3分の短編アニメの制作に四苦八苦して取り組む。しかし完成間近になって、椿の横槍で他の部の協力が得られなくなる。さらに運動場特設ステージの上映会を満員にするという条件を突きつけられる。 |                                      |          |           |              |                                         |
| #8 | アリス、オカネガタリマセンワ         | 山下憲一 | 二宮壮史  | 久保博志     | 三浦貴弘 村上史明                       |
| アニ研はどうにか短編アニメの完成にこぎつける。また客を集めるため、運動部部員に部活アニメを語ってもらう「ブカツアニメガタリ」を企画。アニメ上映後は未完成エンディングのかわりに未乃愛と有栖と美子が踊り、会場を満員にするという目標を達成する。                                                                      |                                      |          |           |              |                                         |
| #9 | アニケン、ズットテング               | 田沢大典 | なかの★陽 | 久城りおん   | 佐々木敏子 村上史明 内野明雄 小林多加志 |
| 運動部がアニ研のアドバイスでアニメをトレーニングに取り入れ始める。このことでアニ研は地元テレビ局から取材を受けるが、中野の密告を受けた学園長は、五門が謝礼を受け取ったのを理由に廃部を言い渡す。 |                                      |          |           |              |                                         |
| #10 | アニケン、ヤットハイブ               | 笹野恵   | 金子祥之  | 金子祥之     | 小林多加志 内野明雄                     |
| アニ研廃部決定に多くの生徒が反発する中、未乃愛はネコ先輩の誘導でロックされた学園長室に入り込む。学園長室のパスワードを探すため、アニ研部員たちは学園長の話に出た1話で打ち切りにされたアニメのタイトルをつきとめ、未乃愛が子供のころ見たアニメだったこともわかる。学園長の卒業アルバムにはなぜか中野が写っていた。   |                                      |          |           |              |                                         |
| #11 | 共ニ語リシ、光輝（めいゆう）ノ裏切リ | 広田光毅 | 三宅和男  | 福元しんいち | 飯塚英里 相原理沙 菅原浩喜              |
| 未乃愛は自分の周囲で異変が起こっていることに気付くが、部員たちにも取り合ってもらえず、他人と話すようになったネコ先輩を問いつめる。中野はアニメが現実を飲み込んでいると明かす。 |                                      |          |           |              |                                         |
| #12 | ミノア、カタルシス                   | 広田光毅 | 久保博志  | 久保博志     | 水谷麻美子 中村統子                     |
| 現実世界と平行するアニメ世界から戻るため未乃愛とネコ先輩はベレー帽を探して部室へ走る。境界線となる部室内のドアは消えていたが、未乃愛たちが作ったアニメのロボットが壁を壊しドアを出現させる。中野はネコ先輩とベレー帽とともにドアの向こうに消える。時間は4月に戻り、元に戻った世界で未乃愛は有栖とアニ研に入部する。 |                                      |          |           |              |                                         |

### 放送局
| 放送期間                  | 放送時間                     | 放送局   | 対象地域 | 備考                        |
| ------------------------- | ---------------------------- | -------- | -------- | --------------------------- |
| 2017年10月8日 - 12月24日  | 日曜 22:00 - 22:30           | TOKYO MX | 東京都   |                             |
| 2017年10月12日 - 12月28日 | 木曜 0:00 - 0:30（水曜深夜） | BSフジ   | 日本全域 | BS放送 / 『アニメギルド』枠 |
| 2017年10月13日 - 12月29日 | 金曜 22:30 - 23:00           | AT-X     | 日本全域 | CS放送 / リピート放送あり   |

| 配信開始日     | 配信時間           | 配信サイト |
| -------------- | ------------------ | --- |
| 2017年10月8日  | 日曜 22:00 - 22:30 | AbemaTV 新作アニメch ニコニコ生放送 |
|                | 日曜 22:00 更新    | Amazonビデオ iTSCOMオンデマンド ビデオパス J:COMオンデマンド TOKAIオンデマンド ニコニコ動画 ビデオマーケット ファミリービデオ milplus Rakuten TV グーグルプレイムービー |
|                | 日曜 22:10 更新    | Hulu |
| 2017年10月9日  | 月曜 0:00 更新     | GIGA.TV |
|                | 月曜 10:00 更新    | dアニメストア ビデックスJP 楽天ダウンロード |
|                | 月曜 12:00 更新    | アニメ放題 U-NEXT |
| 2017年10月10日 | 火曜 12:00 更新    | ムービーフル ムービーフルPlus |
| 2017年10月11日 | 水曜 12:00 更新    | ふらっと動画 DMM.com [ 20 ] |
| 2017年10月13日 | 金曜 配信          | TSUTAYA TV |
| 2017年10月16日 | 月曜 12:00 更新    | Happyアニメ動画 Happy動画 |
| 2017年10月22日 | 日曜 22：00 更新   | ひかりTV |
| 2017年10月23日 | 月曜 12:00 更新    | バンダイチャンネル |
| 2017年11月19日 | 日曜 22:00 更新    | GYAO!ストア |

### BD / DVD
| 巻  | 発売日         | 収録話          | 規格品番 | 規格品番 |
| 巻  | 発売日         | 収録話          | BD       | DVD      |
| --- | -------------- | --------------- | -------- | -------- |
| Box | 2017年12月25日 | 第1話 - 第12話  | DMPXA-11 |          |
| 1   | 2017年12月25日 | 第1話 - 第2話   |          | DMPBA-17 |
| 2   | 2017年12月25日 | 第3話 - 第4話   | DMPBA-18 |          |
| 3   | 2017年12月25日 | 第5話 - 第6話   | DMPBA-19 |          |
| 4   | 2017年12月25日 | 第7話 - 第8話   | DMPBA-20 |          |
| 5   | 2017年12月25日 | 第9話 - 第10話  | DMPBA-21 |          |
| 6   | 2017年12月25日 | 第11話 - 第12話 | DMPBA-22 |          |

### Web番組
『ガタリズTV』は、2017年10月8日から12月24日までニコニコ生放送にて毎週日曜21時に配信された番組。MCは本渡楓、千本木彩花、東城日沙子。